# Connect the Truth
「Connect the Truth」（コネクト・ザ・トゥルース）は、2020年8月5日に発売された日本の女性歌手・玉置成実の26枚目のシングル。発売元はランティス。

## 概要
- 表題曲はテレビ東京系列放送の特撮テレビドラマ『ウルトラマンZ』の前期エンディングテーマになっており、テレビドラマのテーマを担当するのは初である。
- 玉置成実名義としてのシングルは、25thシングル「Everlasting Love」以来、約5年ぶりとなる[4]。
- この曲について玉置は「まさか自分が『ウルトラマン』シリーズの曲を歌うようになるなんて夢にも思っていなかったので、“えっ、私でいいんですか!?”とびっくりしたし、嬉しかったし、プレッシャーもありましたね。」と述べている[4]。

## 収録曲
1. Connect the Truth
作詞・作曲・編曲：尾澤拓実
2. ウサギハサビシクナイ
作詞・作曲・編曲：尾澤拓実
3. Connect the Truth (off vocal)
4. ウサギハサビシクナイ (off vocal)